# Letní paralympijské hry 1992
Letní paralympijské hry 1992, oficiálně IX. letní paralympijské hry (španělsky Juegos Paralímpicos de Verano de 1992), se konaly v španělské Barceloně. Slavnostní zahájení proběhlo 3. září 1992, ukončení se pak uskutečnilo 14. září 1992. Kromě toho se v roce 1992 konaly Paralympijské hry pro osoby s mentálním postižením bezprostředně po paralympijských hrách od 15. září do 22. září v Madridu.

## Olympijská sportoviště

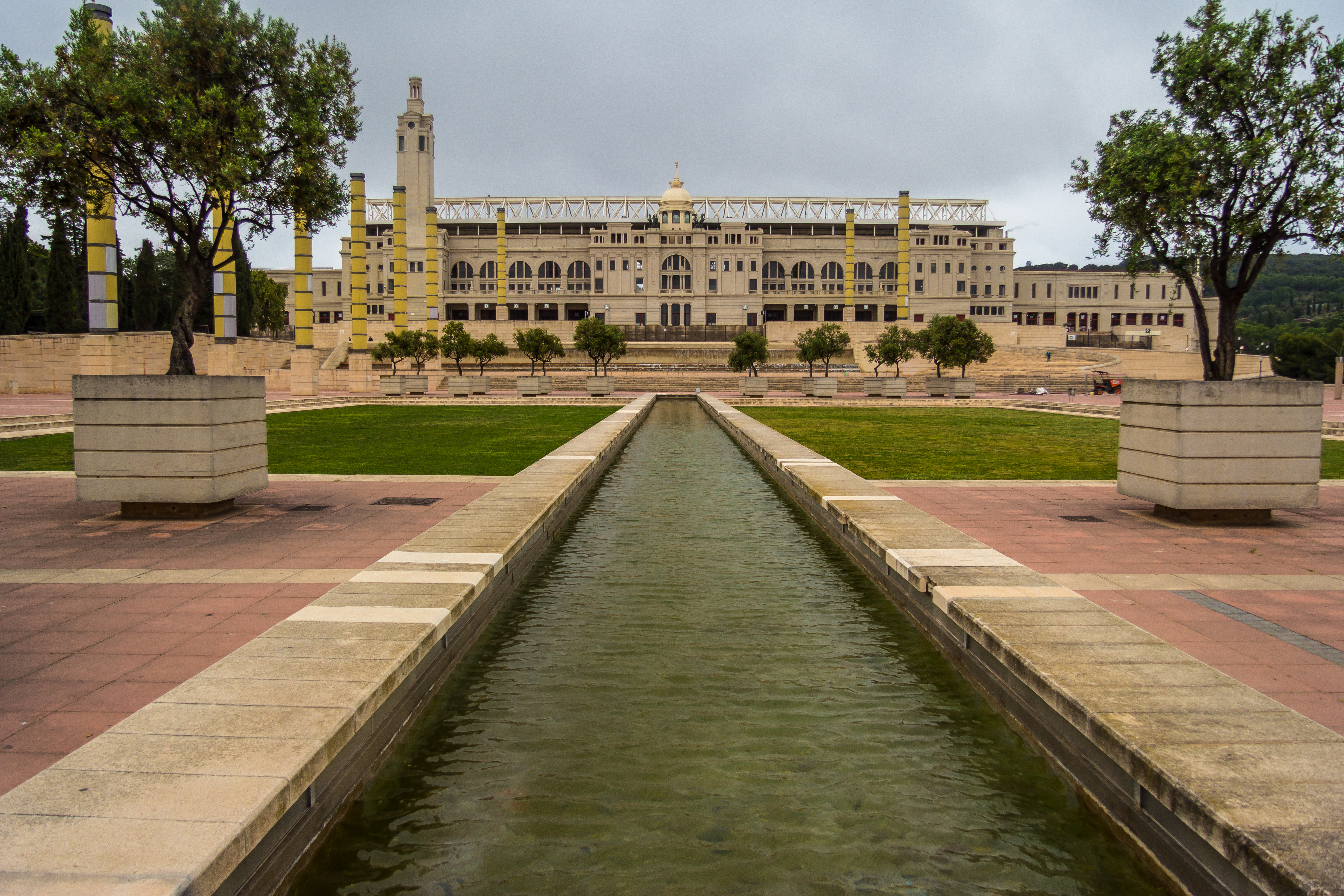
Estadi Olímpic Lluís Companys

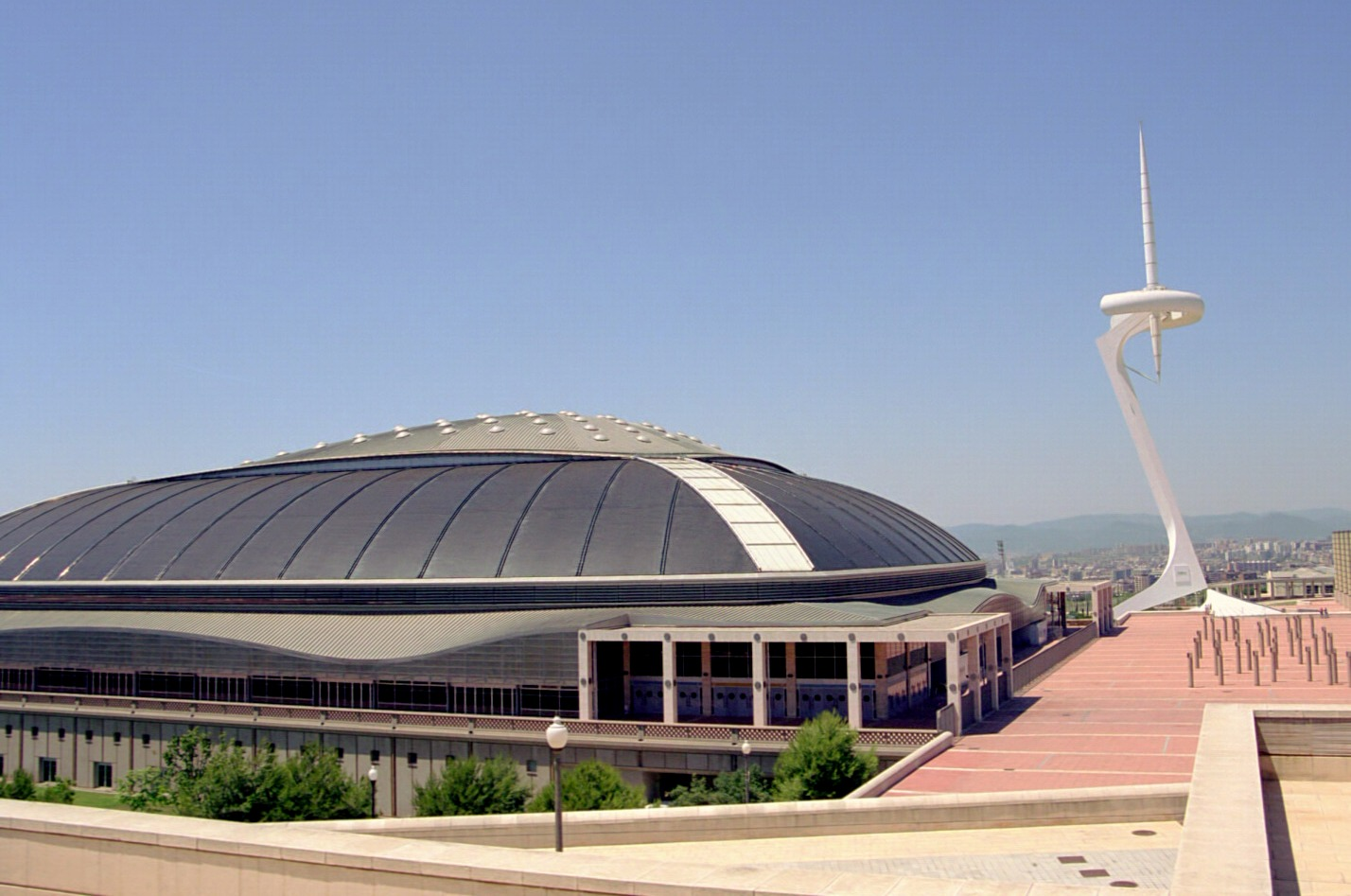
Palau Sant Jordi

### Montjuic
- Estadi Olímpic Lluís Companys: slavnostní zahájení a zakončení LPH 1992, Atletika
- Palau Sant Jordi – stolní tenis, volejbal
- Piscines Bernat Picornell – plavání
- INEFC – šerm (vozíčkáři), judo
- Estadio Pau Negre – Fotbal (7-a-side)
- Pavelló de l'Espanya Industrial – powerlifting, Vzpírání
- Mataró – Atletika (maraton)

### Parque de Mar
- Pavelló de la Mar Bella – boccia

### Valle de Hebrón
- Camp Olímpic de Tir amb Arc – lukostřelba
- Pavelló de la Vall d'Hebron – goalball
- Tennis de la Vall d'Hebron- tenis (vozíčkáři)

### Jiná dějiště
- Badalona (Palacio Municipal de Deportes de Badalona) – basketbal (vozíčkáři)
- Camp de Tir Olímpic de Mollet – střelba
- Sant Sadurní Cycling Circuit – cyklistika

## Seznam sportů
| - Lukostřelba - Atletika - Boccia - Cyklistika - Fotbal (7-a-side) | - Goalball - Judo - Bowls - Vzpírání - Powerlifting | - Jachting - Střelba - Plavání - Stolní tenis | - Volejbal (sezení) - Basketbal (vozíčkáři) - Šerm (vozíčkáři) - Tenis (vozíčkáři) |

## Pořadí národů
| Pořadí | Země               | Zlato | Stříbro | Bronz | Celkem |
| ------ | ------------------ | ----- | ------- | ----- | ------ |
| 1      | USA                | 75    | 52      | 48    | 175    |
| 2      | Německo            | 61    | 51      | 59    | 171    |
| 3      | Spojené království | 42    | 51      | 45    | 138    |
| 4      | Španělsko          | 39    | 32      | 49    | 120    |
| 5      | Austrálie          | 37    | 37      | 36    | 110    |
| 6      | Francie            | 36    | 36      | 35    | 107    |
| 7      | Kanada             | 29    | 23      | 29    | 81     |
| 8      | Sjednocený tým     | 19    | 15      | 16    | 50     |
| 9      | Švédsko            | 16    | 33      | 19    | 68     |
| 10     | Čína               | 16    | 8       | 7     | 31     |
| 27     | Československo     | 4     | 3       | 6     | 13     |

## Československo na LPH 1992
Česko reprezentovalo 29 paralympioniků.
Českoslovenští medailisté
| Medaile | Sportovec | Sport      |
| ------- | --- | ---------- |
| Zlato   | Pavla Valníčková | atletika   |
| Zlato   | Pavla Valníčková | atletika   |
| Zlato   | Miloslava Běhalová | atletika   |
| Zlato   | Vojtěch Vašíček | atletika   |
| Stříbro | Věra Jirásková | atletika   |
| Stříbro | Anton Sluka | atletika   |
| Stříbro | Lubomír Šimovec | Cyklistika |
| Bronz   | Pavla Valníčková | atletika   |
| Bronz   | Pavla Zemanová | atletika   |
| Bronz   | Dušan Leipert | atletika   |
| Bronz   | Štefan Bogdan | atletika   |
| Bronz   | František Godri | atletika   |
| Bronz   | Peter Banas Michal Csader Peter Damajka Milan Kulas Josef Mihalčo Peter Moravčik Jaromír Moureček Lubomír Novosad Jaromír Pinkava Zdeněk Svoboda František Trtik Ladislav Vytisk | Volejbal   |